# 1978年バスケットボール世界選手権
1978年バスケットボール世界選手権（FIBA World Championship 1978）は、1978年10月1日から10月14日まで、フィリピンのマニラで開催されたバスケットボールの国際大会である。アジアで開催された初の世界選手権。
ユーゴスラビアが2大会振りの優勝を果たした。

## 最終順位
| 1978年世界選手権 優勝国:      |
| ----------------------------- |
| ユーゴスラビア 2大会ぶり2回目 |

| 順位 | 国               |
| ---- | ---------------- |
| 2    | ソビエト連邦     |
| 3    | ブラジル         |
| 4    | イタリア         |
| 5    | アメリカ合衆国   |
| 6    | カナダ           |
| 7    | オーストラリア   |
| 8    | フィリピン       |
| 9    | チェコスロバキア |
| 10   | プエルトリコ     |
| 11   | 中国             |
| 12   | ドミニカ共和国   |
| 13   | 韓国             |
| 14   | セネガル         |